# 7682 Miura
7682 Miura este un asteroid din centura principală de asteroizi.

## Descriere
7682 Miura este un asteroid din centura principală de asteroizi. A fost descoperit pe 12 februarie 1997 la Ōizumi de Takao Kobayashi. El prezintă o orbită caracterizată de o semiaxă mare de 2,66 ua, o excentricitate de 0,21 și o înclinație de 6,0° în raport cu ecliptica.